# Kupfer (Familienname)
Kupfer ist ein deutscher Familienname.

## Namensträger
- Amandus Kupfer (1879–1952), deutscher Verleger
- Andreas Kupfer (1914–2001), deutscher Fußballspieler
- Angelus Kupfer (1900–1951), Abt der Benediktinerabtei Ettal
- Antonia Kupfer, deutsche Soziologin
- Bettina Kupfer (* 1963), deutsche Schauspielerin
- Caesarine Kupfer-Gomansky (Caesarine Heigel; 1818–1886), deutsche Schauspielerin
- Edgar Kupfer-Koberwitz (1906–1991), deutscher Journalist und Lyriker
- Edwina Koch-Kupfer (* 1962), deutsche Politikerin, MdL
- Elsie Kupfer (1877–1974), deutschamerikanische Botanikerin
- Erhard Kupfer (1882–1942), deutscher Politiker, bayerischer Landtagsabgeordneter (SPD)
- Ernst Kupfer (1907–1943), deutscher General
- Frank Kupfer (* 1962), deutscher Landespolitiker (Sachsen) (CDU)
- Harry Kupfer (1935–2019), deutscher Opernregisseur
- Herbert Kupfer (1927–2013), deutscher Bauingenieur und Hochschullehrer
- Jerry Kupfer, US-amerikanischer Fernsehproduzent
- Joachim Kupfer (1938–2021), deutscher Chemiker und Landespolitiker (Sachsen-Anhalt) (CDU)
- Jochen Kupfer (* 1969), deutscher Opernsänger
- Johann Michael Kupfer (1859–1917), deutsch-österreichischer Maler
- Jürgen Kupfer (* 1938), deutscher Elektrotechniker
- Karl Kupfer (Fußballspieler, Februar 1921) (1921–2003), deutscher Fußballspieler (1. FC Schweinfurt 05, SpVgg Fürth)
- Karl Kupfer (Fußballspieler, Juli 1921) (* 1921), deutscher Fußballspieler (1. FC Schweinfurt 05)
- Konrad Kupfer (1883–1965), deutscher Gymnasiallehrer und Heimatforscher
- Kristiane Kupfer (* 1960), deutsche Schauspielerin
- Kristin Shi-Kupfer (* 1974), deutsche Sinologin und Politikwissenschaftlerin
- Lothar Kupfer (* 1950), deutscher Landespolitiker (Mecklenburg-Vorpommern) (CDU)
- Magdalena Kupfer (1910–2011), deutsche Religionspädagogin und Politikerin (CDU)
- Manfred Kupfer (* 1948), deutscher Fußballspieler
- Margarete Kupfer (1881–1953), deutsche Schauspielerin
- Marianne Fischer-Kupfer (1922–2008), deutsche Opernsängerin, Sopranistin
- Matthias Kupfer (* 1963), deutscher Schauspieler, Hörspiel- und Synchronsprecher und Dialogregisseur
- Max Kupfer (Marineoffizier) (1897–nach 1977), deutscher Marineoffizier und Politiker (CDU), Bürgermeister von Neumünster
- Max Kupfer (Schauspieler) (* 1982), deutscher Schauspieler
- Michael Kupfer-Radecky (* 1972), deutscher Sänger (Bariton)
- Mila Kupfer-Berger (1852–1905), österreichische Sängerin
- Peter Kupfer (* 1946), deutscher Sinologe und Hochschullehrer
- Rolf Kupfer (1942–2015), deutscher Fußballspieler
- William Francis Kupfer (1909–1998), US-amerikanischer römisch-katholischer Geistlicher